# مجموعه آقاجان‌نسب
مجموعه آقاجان نسب مربوط به اواخر دوره قاجار است و در بابل، خیابان مدرس ـ جنب گنجینه بابل واقع شده و این اثر در تاریخ ۱۷ خرداد ۱۳۷۹ با شمارهٔ ثبت ۲۶۸۵ به‌عنوان یکی از آثار ملی ایران به ثبت رسیده است.
خانه تاریخی " آقا جان نسب بابل " در محله "برج بن" یکی از محلات قدیمی و مرکزی شهر بابل قرار داشت.
همچنین، در این محله " گنجینه بابل " در حیاط این خانه قرار دارد و همنشینی دو سبک معماری قاجاری و پهلوی اول در مکانی به وسعت هزار مترمربع، این مجموعه را نسبت به سایر خانه‌های این محله متمایز کرده است.
این مجموعه تاریخی شامل سه خانه جنوبی، شمالی و غربی است.
خانه جنوبی این مجموعه همان شاه نشین این عمارت محسوب شده و معماری کاملاً قاجاری دارد. وجود سه دری و پنج دری‌های مزین به شیشه‌های رنگی و ساده، پنجره‌های گره چینی و طاقچه‌های تماماً گچ کاری شده در تالار و بهارخواب آن همگی شاخصه‌های سبک معماری قاجاری هستند که در این مجموعه بکار رفته است.
در عمارت‌های شمالی و غربی، وجود پله‌های بیرونی و همچنین ایوان و ستون‌های پهن که نشانه ای از اقتدار و عظمت است، حکایت از این دارد که در زمان پهلوی اول، الحاقاتی به این دو بنا اضافه شده است.
سقف هر سه بنا سفالی است و مصالح بکار رفته در آن شامل آهک، سفال، گچ و آجر چهارگوش است که کاملاً با آب و هوای مرطوب شمال ایران سازگاری دارد.
مالک اصلی این خانه فردی به نام "حاج مهدی لاکی" از تجار بابل بوده است. در زمان پهلوی اول فردی به نام "عموزاده" که از خوانین بابل بوده، این خانه را از " لاکی " خریداری می‌کند و تا سال ۱۳۴۲ که این خانه در اختیار مدرسه اسلامی انصاریه قرار می‌گیرد، در آن سکونت داشت. سپس بعد از هشت سال "عموزاده" مجدداً خانه را از مدرسه پس می‌گیرد و در سال ۱۳۶۵ فردی به نام "حاج عباس آقاجان نسب "این خانه را از وُراث مرحوم" عموزاده " خریداری می‌کند و این خانه از آن زمان به همین نام یعنی " خانه آقاجان نسب " شناخته می‌شود.
نهایتاً، در سال ۱۳۷۸ سازمان میراث فرهنگی تصمیم گرفت خانه‌های تاریخی را تملک کند و این خانه را از خانواده " آقاجان نسب " خریداری کرد.
متأسفانه در طول این سالها نه تنهااز این خانه استفاده ای نشد، حتی مرمتی هم که در آن انجام شده بسیار اندک و ناچیز بوده است.
در اوایل سال ۱۳۹۶ صندوق حفظ و احیای آثار تاریخی برای واگذاری این مجموعه، در قالب تشریفات قانونی فراخوان مزایده داد، که پس از کارشناسی و مطالعات انجام شده کاربری این بنا " فرهنگی، خدماتی، پذیرایی " تعیین شد.
خانه تاریخی آقا جان نسب پس از طی مراحل قانونی و انجام مزایده در تاریخ نوزدهم مهر ماه سال نود و شش به شرکت "رویان راه نیارش " به مدیریت آقای نیما پرنفر جهت مرمت و سرمایه‌گذاری به مدت بیست و پنج سال واگذار گردید.
مرمت این بنا توسط شرکت "رویان راه نیارش" در حال انجام است.